# Platja d'El Rinconín/Cervigón
La Platja de El Rinconín, coneguda també com a Platja de Cervigón, se situa a Gijón, Astúries, confrontant a una altra de les platges urbanes de la ciutat, la Platja de San Lorenzo.Hi ha autors que consideren que les platges de El Rinconín i de Cervigón són dos i molt diferents i per això les consideren com a independents.

## Descripció
La platja de El Rinconín, és una allargada (encara que para Alejandro del Riu la seva forma és de petxina), estreta i rocosa, en el jaç de la qual es combinen afloraments rocosos i fina sorra daurada. La seva extensió seria d'uns 200 metres de longitud i 10 de amplària.
Per la seva banda la platja de Cervigón, presenta forma de petxina i se situa a continuació de l'anterior. Presentaria afloraments rocosos i sorra torrada, però de gra gruixut.
Com a serveis presenta des de papereres i servei de neteja, a lavabos, dutxes i telèfon, a més de senyalització de perill i a l'estiu ajuda i salvament.